# Barki
Barki – wieś w Polsce położona w województwie lubelskim, w powiecie łęczyńskim, w gminie Cyców. Przez miejscowość przebiega droga wojewódzka nr 838.
W latach 1954–1957 wieś należała i była siedzibą władz gromady Barki, po jej zniesieniu w gromadzie Cyców. W latach 1975–1998 miejscowość administracyjnie należała do województwa chełmskiego.
Wieś stanowi sołectwo gminy Cyców. Według Narodowego Spisu Powszechnego z roku 2011 wieś liczyła 300 mieszkańców.